# Марек Шпілар
Марек Шпілар (словац. Marek Špilár, нар. 11 лютого 1975, Стропков, Чехословаччина — пом. 7 вересня 2013, Пряшів, Словаччина) — колишній словацький футболіст, що виступав на позиції захисника. Відомий завдяки виступам у складі словацьких «Кошиць», бельгійського «Брюгге» та національної збірної Словаччини. Покінчив життя самогубством.

## Досягнення
- Чемпіон Словаччини (1): 1997/98
- Срібний призер чемпіонату Словаччини (1): 1999/2000
- Фіналіст Кубка Словаччини (3): 1996/97, 1997/98, 1999/2000
- Володар Суперкубка Словаччини (1): 1997
- Чемпіон Бельгії (2): 2002/03, 2004/05
- Срібний призер чемпіонату Бельгії (1): 2003/04
- Бронзовий призер чемпіонату Бельгії (1): 2005/06
- Володар Кубка Бельгії (1): 2003/04
- Фіналіст Кубка Бельгії (1): 2004/05
- Володар Суперкубка Бельгії (2): 2004, 2005